# Henry Winston

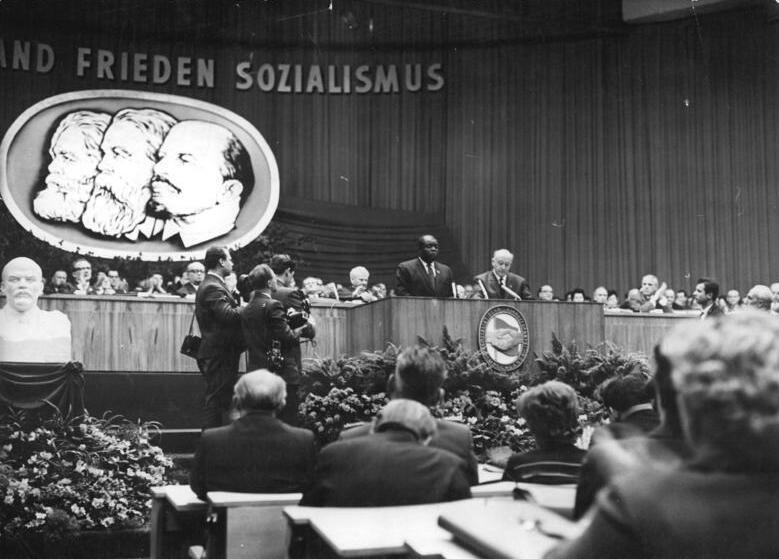
Winston 1963 auf dem VI. Parteitag der SED in Berlin bei einem Grußwort der CPUSA

Henry Winston (* 2. April 1911 in Hattiesburg, Forrest County, Mississippi; † 13. Dezember 1986 in der Sowjetunion) (auch bekannt als Winnie) war ein US-amerikanischer Politiker (CPUSA). Winston war von 1966 bis 1986 Vorsitzender der Kommunistischen Partei der USA (CPUSA).

## Leben
Henry Winston wuchs gemeinsam mit fünf Geschwistern zuerst in Hattiesburg, nach 1925 dann in Kansas City (Missouri) auf. Nach seinem Schulabschluss war Winston, auch aufgrund der, durch die Weltwirtschaftskrise ausgelösten, geringen Nachfrage nach Arbeitskräften, arbeitslos. 1933 trat Winston erstmals einer kommunistischen Organisation, der Young Communist League bei. Diese diente als Jugendorganisation der CPUSA. Seit 1936 war er Mitglied des Zentralkomitees der CPUSA und somit bis zu seinem Tod einer der führenden Repräsentanten dieser Partei. Außerdem war Winston in der Antiimperialistischen Bewegung aktiv.

## Werke
- Life begins with freedom. 1937, New York: New Age Publishers.
- Character building and education in the spirit of socialism. 1939, New York: New Age Publishers.
- Old Jim Crow has got to go!. 1941, New York: New age publishers.
- The challenge of U.S. neocolonialism. 1964, Prag: Peace and Socialism Publishers.
- Build the Communist Party, the party of the working class. Report to the 19th National Convention, Communist Party, U.S.A., April 30-May 4, 1969.. 1969, New York: New Outlook Publishers.
- Strategy for a Black agenda; a critique of new theories of liberation in the United States and Africa.. 1973, New York: International Publishers.
  - Zur Strategie des Befreiungskampfes der Afroamerikaner: eine krit. Untersuchung neuer Theorien d. Befreiungskampfes in d. USA u. in Afrika. 1975, Berlin: Dietz.
- Class, race, and Black liberation. 1977, New York: International Publishers.
- Julio Luelmo, Henry Winston: Eurocomunismo y Estado o la desintegración del P.C.E. y la ruptura con el movimiento comunista internacional. 1978, Madrid: Akal.
- Gus Hall: Karl Marx: beacon for our times. New York: International Publishers, 1983. (Vorwort von Henry Winston).